# Esclavitud en España

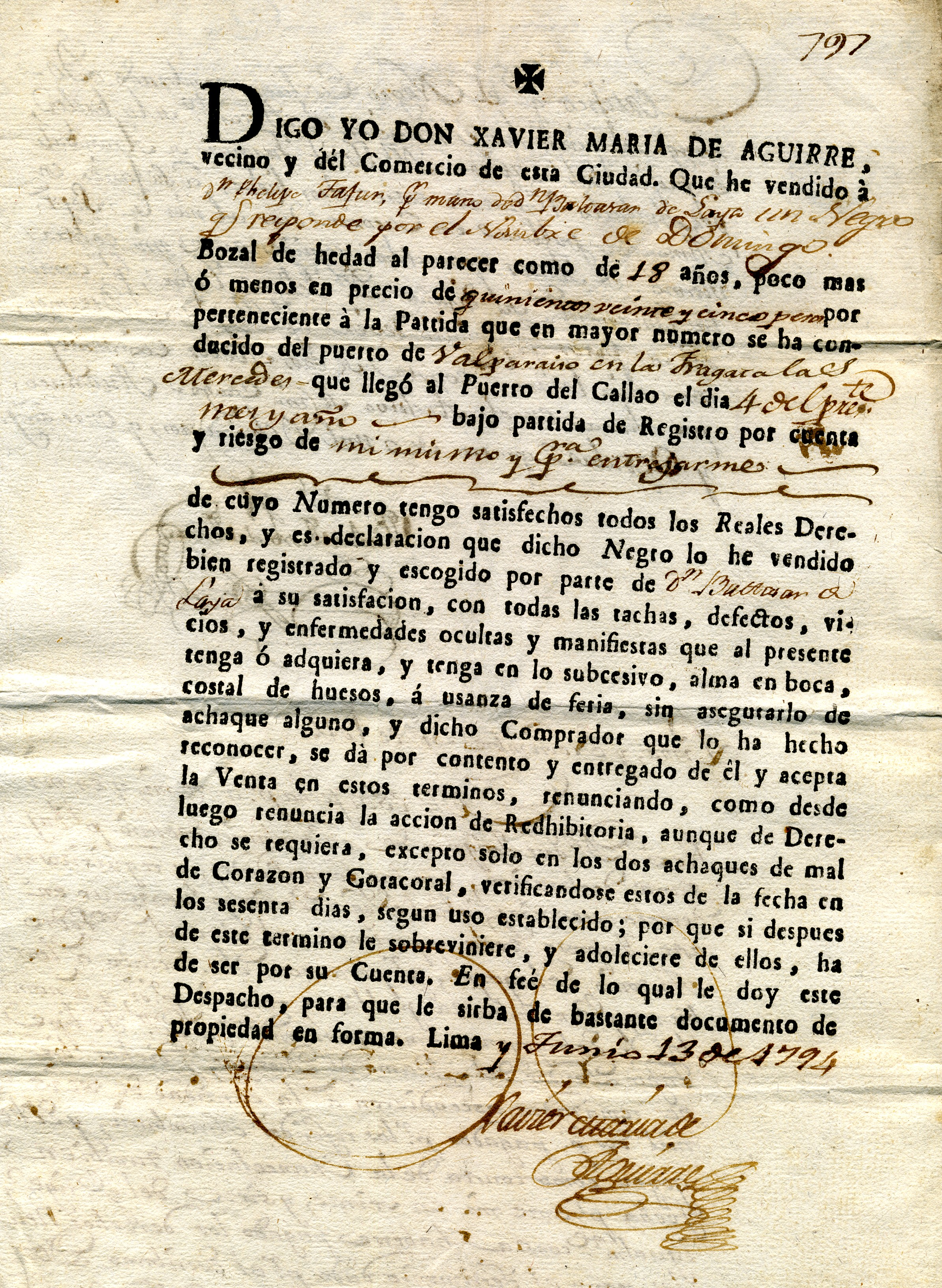
Documento de venta de una persona esclavizada en Perú.

La esclavitud en España fue una práctica habitual en los diferentes reinos de la península ibérica durante la Edad Media. Durante la Edad Moderna continuó existiendo en la península, pero alcanzó especial prominencia en las posesiones coloniales de España a raíz del auge del tráfico de esclavos de África hasta su abolición final en 1886. La esclavitud indígena fue abolida de forma parcial con las Leyes de Burgos en 1512, y en 1766 el sultán de Marruecos compró la libertad de las personas musulmanas esclavizadas en Sevilla, Cádiz y Barcelona.
Formalmente se abolió en 1837 todo tipo de esclavitud en la península ibérica, siendo Rosalía Gómez (1801–1874) una de las últimas esclavas registradas. Cuba y Puerto Rico quedaron expresamente exentas de cumplir esta norma abolicionista. La exención relativa a Puerto Rico fue derogada por la I República en 1873, y la de Cuba en 1886, si bien desde 1880 ya no se permitía la tenencia de nuevos esclavos.

## El paso de la esclavitud clásica a la medieval
La Antigüedad es un periodo esclavista por excelencia, y la península ibérica no fue la excepción. La sociedad romana, a lo largo de toda la historia de su dominio sobre el Mediterráneo, Europa, África y Oriente Próximo, fue esencialmente esclavista, y tanto su economía como su estructura social se basaba en un sistema de clases donde el esclavo constituía el escalón más bajo de la sociedad. Esto se potenció enormemente debido a los cambios sufridos en la economía romana durante la época de expansión, en especial en el sector agrario, donde se multiplicaron las grandes propiedades, especialmente en las nuevas provincias y colonias de la República primero y del Imperio después.
El esclavo era considerado un simple objeto de trabajo, desprovisto de personalidad jurídica y perteneciente en su corporalidad y fuerza de trabajo a otro individuo. Su carácter de elemento ideal de explotación, mucho más rentable que los trabajadores libres, extendió su utilización, especialmente en el mundo agrícola, pero también en otras ramas de la economía en donde llegó, incluso, a sustituir totalmente a la mano de obra libre, como es el caso del servicio doméstico. El esclavo, por tanto, no existía más allá de su propia presencia física; no tenía personalidad jurídica; carecía de derechos de ningún tipo (excepto trabajar); no tenía derecho a la propiedad, pues todo lo suyo era del amo (incluyendo sus hijos); y si conseguían permiso para casarse su matrimonio nunca pasaría de ser considerado un simple concubinato. A los esclavos se les podía poner un collar donde se podía leer “tenemene fucia et revo cameadomnum et viventium in aracallisti”, traducido como "detenedme si escapo y devolvedme a mi dueño".

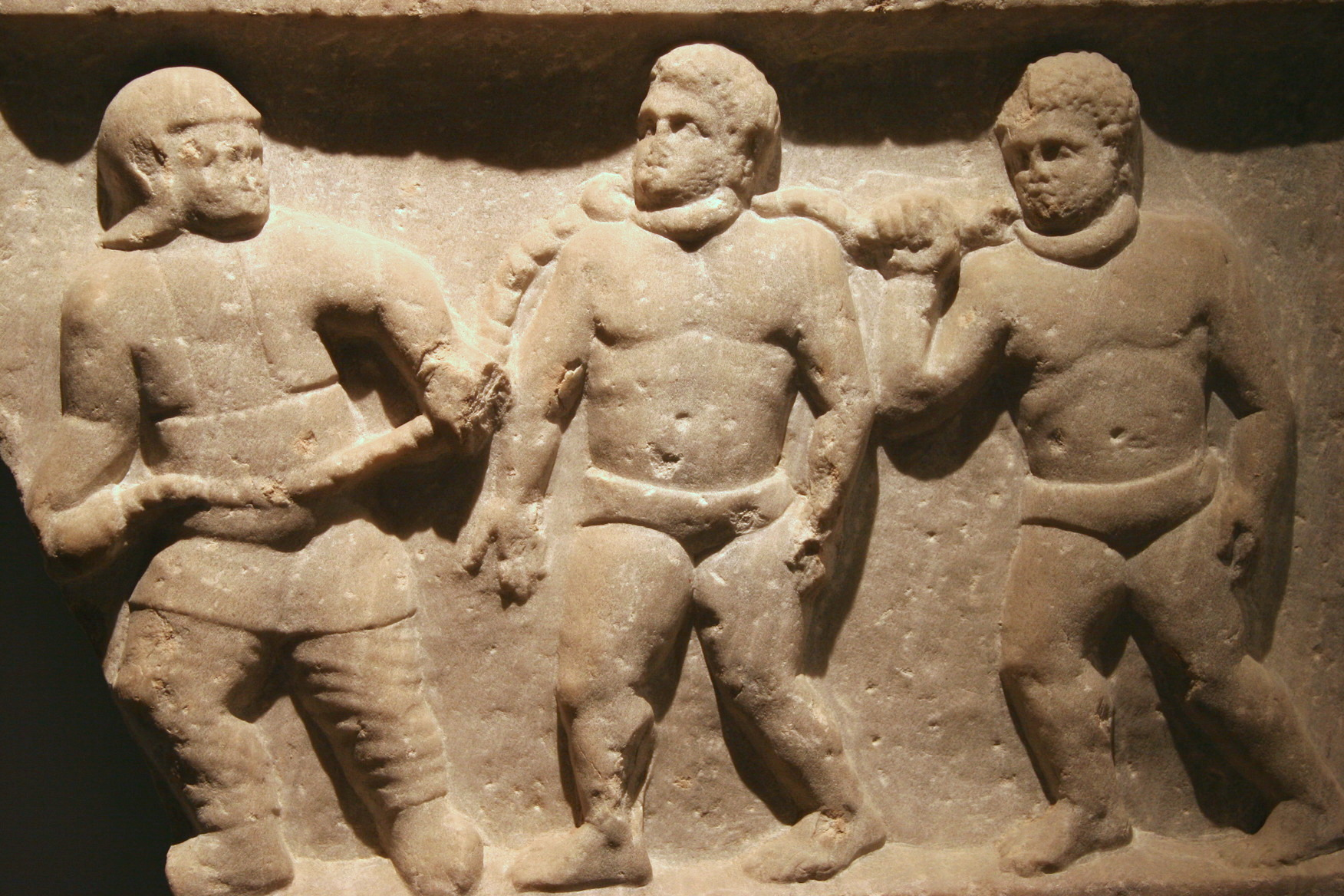
Imperio romano, 200 AD

Los esclavos se compraban en el mercado de esclavos, y el precio de uno nos llega a través de Catón el Viejo. Sabemos que era de promedio unos mil quinientos denarios, precio que subió a lo largo del siglo II a. C. hasta alcanzar los veinticuatro mil sestercios, aunque lo cierto es que variaba la cantidad según la calidad del “producto”, su especialización, su origen y prestigio, etc. Dentro del mundo de la compra-venta de esclavos, había una pequeña excepción de esclavos semi-libres que desarrollaban generalmente actividades intelectuales como educadores, secretarios o administradores. Los esclavos griegos de alto nivel cultural y ganado prestigio tenían esta ventaja, aunque seguían siendo esclavos a nivel legal. No había límites a los trabajos que un esclavo podía ejercer, soliendo ocuparse de unas tareas u otras dependiendo de su preparación y capacidades. Los esclavos de ciudad solían tener familia y una gran autonomía. Además de los esclavos particulares había servus publicus, pertenecientes al pueblo romano y que trabajaban en templos, termas, edificios públicos y otras actividades de tipo funcionarial.
Sin embargo, la esclavitud no era una condena eterna en todos los casos. Los esclavos podían lograr la manumisión de diferentes formas:
- Con su propia muerte, de forma simbólica, cuando lo liberaban para que tuviera un entierro de hombre libre.
- Con la muerte de su amo, en cuyo testamento solían liberar a sus esclavos como muestra de generosidad y agradecimiento. Cuando eran liberados de este modo, se les dejaba alguna propiedad o dinero.
- Comprando su libertad, ya que como actuaban como intermediario de su amo en los negocios, podían ganar un peculio que, con los años, bastase para lograr su libertad.
- Por declaración ante un magistrado. Amo y esclavo defendían su libertad ante él. Si era aceptada, se le imponía un bastón en la cabeza como señal de su libertad.

Muchos emancipados permanecían en sus casas haciendo las mismas labores, aunque con mayor dignidad. Los libertos, u hombres jurídicamente libres que han sido esclavos en algún momento, fueron considerados a partir del s. VI por orden del emperador Justiniano I, ciudadanos sin distinción alguna. Si no conservaban los lazos de fidelidad a sus casas eran llamados libertos ingratos. Ejercían mayoritariamente la labor de comerciantes o artesanos y, en menor medida, de maestros romanos (ludi magister), gramáticos (encargados de la enseñanza secundaria), banqueros o médicos, que no tenían la misma remuneración. Los libertos formaban aproximadamente el 5% de la población romana durante la era imperial. Como necesitaban un apellido del que solían carecer, normalmente tomaban el nomen de su antiguo dueño, quien se convertía en su patrono. En la época claudia los libertos fueron usados como funcionarios en la burocracia romana. El mismo Claudio aprobó legislación sobre el esclavismo, de manera que los esclavos abandonados por sus amos se convertían en libertos automáticamente.
Los libertos podían incluso poseer sus propias tierras. Pero el esclavo no quedaba totalmente libre al obtener su nueva condición de liberto, sino que mantenía unos lazos de dependencia con su antiguo amo. Esta vinculación se concretaba en tres apartados acordados previamente:
- Obsequium: Significa deferencia, y consistía en servicios de diversa índole.
- Opera: Son días de trabajo que realizaba el liberto, normalmente en la misma labor que efectuaba cuando era esclavo.
- Bona: Era un derecho de herencia sobre su patrimonio.

En cualquier caso, era casi imposible por no decir del todo, lograr la libertad total y la integración social completa partiendo desde la esclavitud. Uno de los documentos más valiosos de que disponemos para el estudio de este fenómeno en la etapa romana de Hispania es el rescripto de Antonino Pío sobre los esclavos de Iulius Sabinus, en la Bética. En este privilegiado rescriptum encontramos valiosas informaciones que se podrían resumir con el siguiente párrafo:

Así pues, los esclavos están bajo la potestad de sus dueños. Sin duda esa potestad es propia del Derecho de gentes; pues podemos advertir en todos por igual que los dueños tienen el derecho de vida y muerte sobre los esclavos; y todo lo que es adquirido por el esclavo se adquiere por el dueño.

En este párrafo se nos muestra una característica básica de la esclavitud antigua: el esclavo es propiedad de su amo a todos los efectos, y eso está aceptado legalmente (y por tanto, en principio, socialmente también), elevándolo a un nivel de normalidad quizás sorprendente para nuestra visión actual. Es más, no solo era propiedad del dueño el esclavo, sino todo lo que este podía “poseer”, aunque sería injusto decir que el esclavo era una posesión sin importancia, puesto que era uno de los elementos más valiosos que se podía poseer desde el punto de vista romano. El Imperio Romano pervivió durante muchos siglos, a lo largo de los cuales la percepción del esclavo cambió ostensiblemente. 
Con todo, aun siendo “cosas”, los esclavos eran cosas muy valiosas y existían leyes que los protegían al menos oficialmente de los abusos físicos de su amo y de otras personas, considerándose el golpear o matar a tu propio esclavo un delito tan grave como el de atacar a uno ajeno. Es decir: era considerado más o menos como destrozar un bien de especial valor e interés, escaso y que debía protegerse. Con el paso del tiempo y especialmente tras la imposición del cristianismo como religión oficial del Imperio en el s. IV, la percepción del esclavo como cosa irá decayendo. Será el paso de las “cosas que hablan” a los “humanos serviles” (siempre refiriéndonos los esclavos blancos), concepción que ya no cambiará más y que será de vital importancia para entender la idea de "siervo”, básica para el periodo medieval. 
Como ejemplo de este cambio de ideología lento y paulatino, en el texto anteriormente citado se narra que los esclavos de Iulius Sabinus huyen de la casa de éste debido a la crueldad con que son tratados, amparándose bajo la estatua del Emperador (una práctica bastante común, posible antecedente del asilo eclesiástico). No podían perder su condición de esclavo, pero las leyes permitieron que fueran vendidos para que no tuvieran que depender de Sabino o su familia. La huida de servus parece que era un mal endémico en el territorio imperial, por lo que se recurría a seguros más o menos denigrantes para el esclavo (medallones identificativos, encadenamientos, pagos a cazadores de esclavos…) y la creación de la figura del esclavus fugitivus, compleja por las discrepancias respecto a su definición por parte de los juristas de la época. En principio, si la huida no estaba muy bien justificada el esclavo debía volver a la casa del amo y sería este el que impusiese el castigo que creyese justo, condenándose con fuertes multas (Lex Flavia) a los romanos que acogieran en su casa a esclavos fugitivos. Solo el amparo de la estatua del Emperador y el recinto sagrado de algunos templos para los esclavos griegos (asylía) les garantizaba una cierta defensa. Este derecho intrínsecamente griego venía dándose desde muchos siglos antes de la expansión romana, y se respetó durante la mayor parte del periodo imperial.

## La esclavitud en la Hispania visigótica
La caída del Imperio no supuso un enorme cambio para los esclavos como grupo social. No solo siguieron existiendo sino que su situación jurídica quedó marcada por nuevos métodos sociales (clientelismo, asociación a un jefe, familias extensas…) y se diversificó con la multitud de nuevos corpus jurídicos que sostenían la estructura de los reinos germánicos. En la península ibérica convivieron cuatro grandes estructuras sociales en las que sabemos había esclavitud de un modo u otro: la monarquía visigoda, el Reino Suevo, los pueblos cantábricos y la provincia de Spania, perteneciente al Imperio Bizantino. Los suevos y los pueblos cantábricos son aún hoy un gran misterio histórico, y la estructura esclavista de los bizantinos mantenía en esencia lo que Roma les había dejado, por lo que nos centraremos en el que era el principal reino de la península: el visigodo, que además aunaba partes de los distintos sistemas con los que tenía contacto. 
La sociedad visigótica no fue uniforme a lo largo de todo el periodo que abarca. Durante el tiempo en el que denominamos a esta estructura Reino Visigodo de Tolosa (418-507) no se puede determinar una estructura social clara. A pesar de la falta de documentación fehaciente, pues no hay que olvidar que nos encontramos ante uno de los momentos de mayor desestabilización y crisis política, social y económica, sabemos que perduraron las estructuras esclavistas tardorromanas, ya muy influidas por el cristianismo pero que aún no reconoce a los esclavos como personas de pleno derecho. A la vez, comienzan a convivir con ellas las estructuras esclavistas germánicas, aunque solo en la minoría étnica de los visigodos. 
Tras esta primera fase de descontrol que supuso el naciente reino, surge lo que conocemos como Reino Visigodo de Toledo (507-711). Expulsados de la mayor parte de la Galia visigoda por los francos tras la batalla de Vouillé y con su rey Alarico II muerto, los godos se ven obligados a trasladar su potencial humano y político a una península ibérica caótica y desestructurada. La evolución de la esclavitud en el Reino Visigodo de Toledo cambiará con el paso de los años, sobre todo con la conquista del Reino Suevo y el sometimiento de los pueblos prerromanos (ya muy romanizados para entonces) en momentos posteriores.
Durante estos primeros momentos y hasta finales del siglo VI aproximadamente el sistema de esclavitud romana perdurará aplicado por los hispanorromanos mientras que los godos mantendrán un sistema esclavista-clientelar típicamente germánico. Podríamos situar un cambio claro a partir de la conversión oficial del Reino al catolicismo con Recaredo (589, aunque el edicto oficial solo llegará al papa en el 595 por problemas internos en Toledo y Roma) y la promulgación del Liber Iudiciorum (654) con Recesvinto, que fijó el sistema jurídico-social del Reino Visigodo e influyó definitivamente a los reinos cristianos en época musulmana.
Tras Recaredo, al permitirse los matrimonios mixtos se produce una paulatina fusión étnica. Aunque ser godo seguía siendo tan importante como lo había sido hasta entonces y poco a poco se fue convirtiendo en signo de nobleza, la sociedad hispanorromana fue amalgamándose con los germánicos. Esto propició la entrada de los hispanorromanos en ciertos ámbitos, como la nobleza palaciega, y la de los godos en otros, como la alta jerarquía eclesiástica católica, a la vez que desaparecían las diferenciaciones legales por cuestiones étnicas. La población de la Hispania visigoda del siglo VII está estructurada estamentalmente. Estaban los descendientes de los linajes más antiguos. Entre estos hombres libres fueron frecuentes los lazos de vinculación, de fidelidad a otro hombre que por su linaje y fortuna era considerado superior, pudiendo ser esta dependencia militar o personal, dentro del fenómeno típicamente germánico de las clientelas y antecedente directo del feudalismo. 
En el proceso de formación y de estructuración de las clientelas tuvieron una definitiva influencia una serie de factores: la consolidación del dominio territorial de los reyes sobre la península, la política unificadora de Leovigildo, el contacto directo de los visigodos con la sociedad provincial romana y, finalmente, la idea cristiana que justificaba la composición vertical de la sociedad en los clásicos tres órdenes: oratores, bellatores e laboratores. La división fundamental de la sociedad del Reino de Toledo era entre hombres libres y siervos, estando en la cúspide de los primeros una aristocracia, de la que salía la persona elegida como rey a la vez que era la que lo elegía, poseedora de casi toda la tierra, cuyo escalón superior lo formaba la nobleza palatina y de servicios. Seguía una población libre no privilegiada cuyos más claros representantes fueron los pequeños propietarios territoriales, los privati. Por debajo de éstos un grupo formado por clientes, encomendados y libertos, con diferentes matices de pre-servidumbre y semi-libertad. Finalmente estaba la gran masa de población servil, que tampoco era homogénea.

### Las clases sociales libres
La nobleza palatina o de servicio constituyó en el reino toledano el estamento superior de la sociedad. Sus miembros desempeñaron funciones relevantes en la Corte; en la administración militar y civil y en el gobierno territorial y local. La nobleza en la Hispania visigoda tuvo más carácter de oligarquía dirigente que de aristocracia de sangre, debido en gran parte a la vieja costumbre de la clientela, que se conservó hasta el final del reino. En cuanto a la aristocracia hispano-romana formada por la clase senatorial y poseedora de grandes latifundios, un segmento se fundió pronto con la nobleza germana de los altos linajes godos y entró a formar parte de la Administración, pero hubo otro grupo de familias aristocráticas provinciales que permanecieron al margen de la oligarquía palatina, viviendo en sus grandes patrimonios territoriales. También los obispos católicos, desde la conversión de Recaredo, formaron parte del estamento superior de la sociedad hispano-visigoda.
Otros dos grupos fundamentales: los hombres libres y los siervos. De los primeros había un pequeño grupo que poseía unas pocas tierras que les permitían subsistir, mientras que para el resto su única esperanza estaba en roturar tierras baldías, de las que les pertenecería un tercio, entrar en la clientela de un señor y tener suerte o bien dedicarse al bandidaje. Entre la población de condición jurídica libre, formada por elementos godos e hispano-romanos, los privati fueron disminuyendo, aunque sin llegar a desaparecer. La mayor parte de los sencillos libres vivieron en las ciudades ejerciendo profesiones liberales: maestros, médicos, plateros, escultores, orfebres… Otro grupo formado por los encomendados, bucelarios, colonos y libertos tenían determinadas limitaciones que les diferenciaban de los libres estrictos.
Con respecto a los judíos, hubo reyes tolerantes, junto a otros más o menos intolerantes. El problema judío se dio sobre todo en periodos de bautismos forzosos, en crisis económicas o en momentos de especial fervor religioso. La legislación nunca los equiparó realmente a la sociedad cristiana: los matrimonios mixtos con judíos nunca llegaron a ser legales, les gravaban de forma mucho más dura y arbitraria que a los cristianos y su testimonio en juicio no valía lo mismo. Sin embargo, no es correcto estudiar a los judíos solo desde el punto de vista legal: en 711 vivían en prósperas aljamas y su población era cada vez más significativa, y por otra parte había una cierta permisividad y la fuerza represora dependió de la personalidad del rey de turno. Generalmente la actitud era más hostil por parte del corpus social católico, lo que implicó un crecimiento de los sentimientos antijudíos a medida que el catolicismo ascendía a los máximos poderes políticos del reino.

### Los esclavos
Los esclavos visigodos no seguían simplemente un patrón romano, sino que mezclaban el sistema tradicional con el clientelismo germánico. Eran denominados "servi" (siervos) y no constituían una clase uniforme, sino que había grandes diferencias entre ellos, no siendo lo mismo un "servus" agrícola al servicio de un terrateniente que un "servus" al servicio del rey. Los esclavos conformaban el escalafón más bajo de la sociedad, según parece al mismo nivel que algunas minorías religiosas en algunos momentos, como los judíos. Debemos señalar que muchas de las conclusiones a las que la historiografía actual ha llegado respecto a este tema son interpretaciones de textos legales, religiosos y, en menor medida, privados, que están aún en revisión.
La forma más común, aunque no la única, por la que una persona podía llegar a ser esclavo era el nacimiento. El "vernulus" era aquel esclavo que había nacido en la familia servil de su señor y eran los más numerosos, pero también se llegaba a la esclavitud a consecuencia de la guerra, el matrimonio, el comercio (alguien se vendía a sí mismo), las deudas o una condena judicial. La mayoría de los esclavos, tuviesen el origen que tuviesen, se dividían en dos grupos principales: los "idonei" o idóneos, que estaban destinados al trabajo doméstico, generalmente en las urbes o en las villas de grandes señores, permitiéndoseles en algunos casos, de estar capacitados, ejercer algún oficio especializado. Este grupo era el más numeroso. Los "idonei" convivían con sus amos, prestándoles un servicio especializado y personal, y recibiendo según las crónicas de esa época; un buen trato, reconocimiento de su labor e incluso, con el tiempo, la libertad.
El segundo grupo correspondería a los rustici, rusticani o rústicos, que tenían mucha peor consideración social y que se dedicaban a las tareas agrícolas y ganaderas. Los rustici no tenían los beneficios de los que gozaban los idonei, y eran sometidos a todo tipo de vejaciones y abusos, consiguiendo muy raras veces la libertad. Solían trabajar en las grandes propiedades rurales de la aristocracia, siendo controlados por un villicus, generalmente un liberto in obsequium con su antiguo señor. Raramente el aristócrata se ocupaba directamente de sus servi rustici. Ni unos ni otros tenían derechos y no eran considerados jurídicamente personas, sino meras propiedades de sus amos. Dentro del periodo habrá variaciones con respecto a este tema. Aunque por regla general el amo era totalmente libre de maltratar, humillar o incluso matar a sus esclavos, en época de Chindasvinto (642-643) se promulgó una ley por la que se pasaba a considerar delito el asesinar al esclavo propio (matar al ajeno se consideraba robo), pero con Ervigio (680-687) esa ley se suaviza a favor de los amos propietarios.
Ajenas a estas divisiones, encontramos también otras más concretas. Por ejemplo hay que separar a los esclavos regios y a los eclesiásticos como una clase superior dentro del propio mundo esclavista. Los esclavos del rey o del Tesoro podían ejercer cargos palaciegos, desde mozos de cuadras hasta mayordomos, e incluso algunos podían poseer tierras y esclavos propios. También dependían de un amo, pero al ser éste el rey contaban con una serie de prebendas respecto del resto, como que al ser citados como testigos por un tribunal no podían ser sometidos a tortura (práctica muy habitual, según los estudios sobre derecho visigodo) y debían ser tratados con respeto por toda la sociedad.
Los esclavos de la Iglesia era un grupo aún más heterogéneo dentro del mundo de la esclavitud visigoda. Destacaban por ser muy numerosos, repartiéndose por las grandes iglesias, catedrales y monasterios. Se les conocía como servi ecclesiae y trabajaban las propiedades agrícolas de la Iglesia, por lo que eran indispensables a la hora de mantener la producción de ese patrimonio. Eran muy respetados, pero no tanto como los anteriores, y no era una situación deseada, pues al ser propiedad de la Iglesia la ley prohibía que pudiesen ser enajenados de ninguna manera, por lo que lograr la libertad era imposible para ellos: los libertos eclesiásticos no ganaban nada respecto de su posición anterior a efectos prácticos.
Las manumisiones de los esclavos eran efectuadas por sus dueños, pero los esclavos reales podían ser liberados por los agentes de las propiedades, aunque desde Chindasvinto se exigió la firma del rey para ello. También con este rey se decidió que los esclavos del Tesoro podrían prestar testimonio en los tribunales sin ser torturados. No obstante, Chindasvinto estableció para los otros esclavos que solo podrían ser torturados si el acusado se obligaba a entregar al dueño del esclavo acusado otro esclavo de igual valor si el primero resultaba ser inocente, moría en las sesiones de tortura o resultaba dañado irreversiblemente (el juez que le provocara la muerte también tendría que entregar al propietario un esclavo de igual valor). Los esclavos no podían demandar a los hombres libres, pero Chindasvinto lo autorizó si el dueño estaba alejado más de setenta kilómetros (tanto en nombre de su amo como en el propio), aunque en todo caso no podría demandar a su dueño.

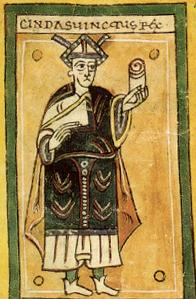
El rey Chindasvinto.

En tales casos los libres demandados deberían comparecer y pagar una compensación si perdían el pleito. Si el esclavo no podía probar las acusaciones, debía pagar al demandado la indemnización fijada a los que perdían los casos. Se sabe que la Iglesia poseía numerosos esclavos, probablemente varios miles en cada obispado. La mayoría trabajaban en tierras eclesiásticas, otros eran partifices (artesanos) y otros auxiliares domésticos. Parece que entre los esclavos del Tesoro había algunos que eran clérigos, los cuales estaban ligados de por vida a una Iglesia (seguramente en tierras reales) y pagaban el “impuesto de capitación”. Algunos poseían bastantes recursos y llegaron a fundar iglesias. Los esclavos liberados pudieron entrar en el clero después del 589 si sus antiguos propietarios renunciaban a todos sus derechos sobre ellos.
La huida de esclavos debía ser frecuente, y se legisló sobre ello. En tiempos de Leovigildo, un hombre que ocultase a un esclavo huido más de una semana, debería entregar al legítimo propietario dos esclavos de igual valor que el escondido. Cuando alguien desconocido era alojado en casa de otro hombre, éste debía presentar al huésped ante el juez en el plazo máximo de ocho días. El hombre que daba hospitalidad a un esclavo huido por un plazo de veinticuatro horas o menos, no podía ser acusado si juraba al propietario del fugado que no conocía la condición de este. Si el esclavo huido no podía ser encontrado, el que le alojara a sabiendas debería entregar a su dueño tres esclavos del mismo valor que el fugado. Aquel que capturaba a un esclavo huido y lo devolvía a su amo, recibía una recompensa: un tercio de sueldo si lo había capturado a menos de treinta millas, un sueldo si lo capturaba en una distancia hasta cien millas, dos sueldos hasta doscientas millas, cinco sueldos hasta quinientas millas, y así proporcionalmente. Los esclavos huidos que permanecían libres solo consolidaban su libertad por prescripción a los cincuenta años. Si eran capturados antes de prescribir, sus ganancias y bienes obtenidos en el periodo de libertad pasaban a su dueño. Un esclavo huido que se hiciere pasar por un hombre libre, podía casarse legalmente con una mujer libre (o al revés) y los hijos del matrimonio serían libres aun cuando se descubriese la verdadera condición social del padre o madre. En caso de ser descubierto, para mantener la unión con el cónyuge se precisaba el consentimiento del propietario (con Ervigio los hijos pasaron a ser esclavos y propiedad del propietario del padre o madre descubiertos). Todas estas leyes permanecieron en vigor casi todo el siglo VII, y solo con Ervigio se hicieron algunas modificaciones, hasta que Égica publicó una nueva ley aún más dura. Posteriormente todas esas leyes se codificarían en el Fuero Juzgo, que se siguió usando de forma local durante siglos.

## La esclavitud en Al-Ándalus
Como en la Antigüedad y el periodo anterior, la esclavitud era un negocio corriente y próspero, tolerada por las instituciones islámicas aunque el Corán consideraba la manumisión como un acto grato a Alá. En Al-Ándalus existieron muchos mercados de esclavos y un gran número de personas hicieron negocio gracias a su comercio. Si bien en el Corán no tenemos ninguna referencia explícita a una aceptación de la esclavitud, sí es cierto que han trascendido versículos que regulan la condición de los esclavos, lo cual se puede entender como una aceptación tácita de una situación social totalmente establecida y aceptada. Por ejemplo, asuntos concernientes al matrimonio entre esclavos; el carácter de mahram (íntimos); y los acuerdos referentes a su liberación aparecen en varios extractos.
La esclavitud en el mundo islámico perduró hasta el siglo XIX, incluso perdurando de forma más o menos organizada en lugares como Mauritania, Sudán, Chad o Malí a día de hoy. En la Edad Media está el germen de una esclavitud poco conocida que no solo tuvo un volumen inmenso en el pasado por sí misma sino que fue sistema colaborador que permitió el desarrollo del sistema esclavista atlántico durante la Edad Moderna. El Islam en el siglo VII reconoció desde sus orígenes la institución de la esclavitud, aunque Mahoma exhortaba a sus seguidores a que mantuvieran un trato correcto para con los esclavos. Los negros subsaharianos fueron el principal blanco de este comercio esclavista, pero también los cristianos y judíos (sobre todo en los Balcanes). Además, en el islam se definieron clases concretas de esclavos, como los eunucos o los esclavos soldados (jenízaros, esclavos eslavos en Córdoba…). 

### Componentes étnicos de la sociedad
Los árabes
Los árabes españoles remontaban sus orígenes a los dos grandes grupos étnicos o tribus de la península arábiga: los adnaníes o árabes del norte y los qahtaníes o yemeníes, árabes del sur. La Yamharat recoge también las genealogías de otros pueblos como los bereberes y de algunas familias autóctonas, como los Banu Qasi de Aragón y Navarra. 
En el siglo VIII los árabes andalusíes se dividen en dos grandes grupos: los baladíes o árabes llegados a la península en el año 711 y en los años inmediatamente posteriores; y los sirios que arribaron en el 740. Unos y otros constituyeron una auténtica oligarquía copando los cuadros dirigentes de la administración civil, militar y religiosa hasta la caída del Califato en el siglo XI. Si bien en los siglos VIII y IX el antagonismo de las tribus árabes condicionó la evolución política de Al-Ándalus, con sus rivalidades y guerras civiles, poco a poco se fue diluyendo ese sentimiento racial, sobre todo a partir de las reformas fiscales y militares de Almanzor. Ya Al-Hakam II intentó fijar las genealogías de los árabes españoles en el s. X, pero se topó con que la mayoría ya habían olvidado a que tribu pertenecían. Una de las razones fundamentales de este olvido o indiferencia por conocer su antigua estirpe, se debió al escaso número de árabes que se establecieron aquí y a su dispersión por todo el ámbito peninsular. En definitiva, se pasó de una oligarquía racial a una oligarquía histórica y económica.
Los bereberes
Las fuentes árabes, singularmente las que se refieren a hechos históricos ocurridos en el siglo VIII, citan continuamente a los barbar como colaboradores principales de los árabes en la invasión de la península ibérica. En esas mismas fuentes, elaboradas en los siglos X y siguientes, y en la historiografía moderna se ha identificado siempre a esos barbar con los bereberes norteafricanos, aunque ahora hay algunas dudas. Los africanos que llegaron a la península en el siglo VIII con los árabes invasores dejaron muy pronto de emplear su propia lengua y sus costumbres, empleando el árabe y el romance, siempre que aceptemos el supuesto hecho de que no exista ninguna herencia tanto en la toponimia como en la antroponimia del idioma bereber, que sigue estando en constante discusión. Por otra parte, las dinastías que reinaron en el siglo XI en Toledo, Badajoz y Albarracín practicaron siempre una política anti-bereber. Cuando a raíz de la caída del Califato surgen los movimientos políticos que reciben el nombre de su’ühiyya, cada pueblo, cada raza, pretendió poner de manifiesto su superioridad sobre las otras etnias. 
Fue el califa Al-Hakam II hacia el año 974, el primero que se decidió a reclutar un cuerpo especial de 700 jinetes norteafricanos. Almanzor siguió la misma política y durante su dictadura no cesaron de pasar a la península contingentes africanos. La reforma militar de Almanzor fue de incalculables consecuencias por la decisiva intervención de los bereberes en la guerra civil que dio al traste con el Califato. Estos contingentes africanos recibieron en feudo importantes territorios y crearon sus propios reinos de taifas, el más importante de los cuales fue el de los Ziríes de Granada. 
Muladíes y mozárabes
Indudablemente la gran masa de la población musulmana estaba constituida por los hispanos convertidos al islam. Recibieron el nombre de muwalladiin o miisalima, en castellano muladíes, adquiriendo el grado de mawlas o protegidos de los musulmanes originales, a pesar de la igualdad que propugnaba el Corán entre los creyentes. Muy pronto surgieron tensiones entre los muladíes, que se sentían musulmanes de segunda clase, y los árabes, sus señores protectores, acentuándose a partir del reinado de Abderramán I. Si bien algunos muladíes renegaban de su origen y se atribuían una estirpe árabe o persa, como es el caso de Ibn Bazm de Córdoba, otros, en cambio, se sentían orgullosos de su origen étnico e incluso se consideraban superiores a los árabes.
El otro grupo de naturales de la península eran los mozárabes, que se mantuvieron fieles a su religión cristiana. A pesar de esto, poco a poco fueron adoptando el árabe y las tradiciones orientales, aunque con influencias de su propia cultura, creando una sociedad paralela que se definió con el nombre de mozárabe. Por las fuentes árabes se deduce la existencia de importantes comunidades cristianas o mozárabes en Córdoba, Toledo, Sevilla, Mérida y otras grandes ciudades. También se puede decir que extensas zonas rurales como los montes de Málaga contaban con importante presencia mozárabe. Las comunidades tenían su organización propia dirigida por el comes o qumis. El primero de ellos, en Córdoba, fue el famoso Artobás, hijo de Witiza. El comes dirigía la comunidad y nombraba los funcionarios necesarios para la percepción de impuestos. Cuando uno de los encartados era musulmán, el pleito pasaba a la jurisdicción musulmana. Lo mismo ocurría cuando se trataba de un asunto de Estado, como fue el caso de los mártires de Córdoba a mediados del siglo IX. En momentos de tensión política los mozárabes se adhirieron a sus hermanos de raza, los muladíes, más o menos islamizados.
Eslavos, negros y judíos
En los textos árabes los eslavos recibieron en general el hombre de Saqaliba, siendo población de territorios que se extendían desde el mar Adriático hasta el mar Caspio. Después aplicó también a los cautivos hechos en tierras italianas, francas y en los reinos cristianos de península, y en general todos los cautivos europeos. 
La mayor parte de los eslavos de ambos sexos eran capturados o comprados siendo todavía niños. Eran islamizados y destinados fundamentalmente a los trabajos de la Corte. Los castrados o eunucos eran elementos imprescindibles en los harenes, y las mujeres eslavas, rubias y blancas, surtían los gineceos de la familia real y de la aristocracia como concubinas o esposas legítimas. Los eslavos que destacaban por sus dotes intelectuales llegaron a ocupar puestos importantes en la Administración del Estado, después de ser manumitidos y adquirir la categoría de fatá o mawla. 
En referencia a los negros, las fuentes árabes citan frecuentemente a los abid o sudán como parte integrante de la sociedad. Abderramán III tenía una guardia negra personal que asistió a la investidura del nuevo califa Al-Hakam II, siguiendo a los eslavos en el cortejo. Cuando estalló la revolución en el siglo XI se alinearon con los bereberes. Las mujeres negras eran muy apreciadas como cocineras y concubinas. En general los negros y mulatos eran mal vistos por la aristocracia andalusí y vivían como esclavos y eran el escalón más bajo de la sociedad.
Por último, en todas las grandes ciudades de Al-Ándalus existía una importante e influyente comunidad judía. En otras localidades, incluso, predominaban sobre musulmanes y cristianos como fue el caso de Granada, Lucena y La Roda, que recibieron nombres judíos, como la propia Al-Ándalus (Sefarad). Los elementos más activos de la comunidad judía se dedicaron preferentemente al comercio y ejercían como médicos e intérpretes. Fue en la Granada de los Ziríes donde los judíos llegaron a dominar la vida política y económica.

### El sistema esclavista musulmán
El tráfico de esclavos se realizaba en un primer estadio, a partir de la guerra, que llenaba los mercados locales e internacionales. La propia natalidad ayudaba a mantener el número elevado, pues el hijo de esclavo o esclava seguía conservando esa condición. Pero también se captaban esclavos en toda la región mediterránea mediante el rapto perpetrado por mercaderes especializados que conocían la demanda de esta mano de obra, de modo que los mercados de esclavos también se llenaron con remesas procedentes del Sudán y de otros puntos de África, así como de cristianos de los reinos peninsulares y de otros lugares de Europa occidental y sobre todo oriental. 
De hecho los eslavos, por su piel clara y su cabello rubio eran muy apreciados; tal fue su popularidad que la misma palabra “esclavo” procede del término eslavo.  Los aristócratas, los militares y las clases adineradas de comerciantes y burócratas de Al-Ándalus tenían numerosos esclavos de ambos sexos, que eran empleados en las tareas domésticas en las ciudades, y en el trabajo agrícola y pastoril en las zonas rurales. Mientras que estos últimos se equiparaban en el trato con los trabajadores del campo los esclavos de las ciudades disfrutaron de una posición social en ocasiones superior a la de los propios musulmanes libres, al menos de facto. 
Algunos de estos esclavos, llamados saqalibah, eran castrados para servir de eunucos en los harenes de los califas, mientras que otros eran destinados como guardianes personales en palacio. Los eunucos gozaban de la confianza depositada en ellos por los califas y visires, e incluso pudieron salir del harén para ponerse al frente de organismos civiles y militares; su formación superior y el hecho de que su ambición se viera coartada por la falta de descendencia les hizo medrar en estos campos. Los precios de estos eunucos eran superiores al de los esclavos normales, debido también a la alta tasa de mortalidad que suponía el proceso de castración. 
Las mujeres de piel blanca y ojos azules eran muy apreciadas como concubinas. El precio de algunas de ellas en el mercado podía ser muy elevado, si contaban con talento para la danza, el canto y, sobre todo, con un físico atractivo. Estas mujeres, si tenían hijos, recibían el por otra parte obvio nombre de “Umm al-walad” (la madre del hijo), y ser así privilegiadas en el harén. La importancia de las concubinas reales fue extraordinaria, hasta llegar a intervenir en ocasiones en política. 
Por su parte los esclavos masculinos adquirieron importancia numérica y social durante el califato: se les confió cargos en la Administración y el Ejército, tradicionalmente reservados a la aristocracia árabe. Pero la mayor parte de estos esclavos masculinos se encargó de tareas relacionadas con las caballerizas, el servicio postal, los talleres de orfebrería y de seda, etc. Sin embargo, son conocidos los esclavos que a la caída del califato se hicieron con el poder en diversas partes de Al-Ándalus, creando reinos independientes: las taifas.

### La tenencia de esclavos y las relaciones de dependencia
En un mundo en el que oficialmente no existía la nobleza, uno de los símbolos más claros de pertenecer a la aristocracia era la tenencia de esclavos y las relaciones de dependencia con los libertos. Se han encontrado en los formularios notariales de Ibn al-Attar diez modelos de documentos sobre esclavos y 28 sobre libertos. En todos, por regla general, el esclavo es visto más como parte de la familia, aunque fuese comprado, que como una cosa. Se ha convertido en costumbre afirmar, a pesar de no haber evidencias de ello, que a los esclavos solo se les encargarían tareas domésticas, sin pasar penalidades. Es difícil asimilar que las mastodónticas redes comerciales de esclavos por todo el islam y las considerables capturas en expediciones militares eran destinadas únicamente al uso doméstico. Realmente debía haber una gran diversidad de situaciones. 
No se han encontrado hasta ahora testimonios escritos por parte de esclavos, y las pocas noticias que han quedado solo hablan de esclavos bien tratados que trataban escaparse en cuanto se les presentaba la oportunidad, lo cual nos muestra solo la perspectiva de los amos. El tema de los esclavos huidos no era menos importante en el pasado islámico hispánico que en la Roma clásica, conociéndose numerosos tratados entre emires y señores cristianos y leyes varias en las que se prohíbe específicamente el proteger o acoger a un esclavo fugitivo. En cualquier caso, debemos recordar que el Corán establece algunas normas en relación con los esclavos y el trato que se les debía dar, estando prohibido darles muerte y obligando a los dueños a ser caritativos con ellos y otorgarles la manumisión en el mismo momento que el esclavo pudiese permitírsela.
Como se puede ver, hay una ambivalencia de visiones. La esclavitud musulmana tenía múltiples facetas, y eso hace que resulte complejo establecer una generalidad, con un paisaje que va desde las lágrimas vertidas por la muerte de un esclavo querido o de una concubina amada a la extrema crueldad de algunos amos rurales. Por otra parte, no se puede negar que esta ambivalencia existía también en las fuentes antiguas y cristianas.

### Similitudes con la esclavitud clásica y peculiaridades islámicas
En un papiro datado en el año 142 d. C. y procedente de la Panfilia, al sur de Asia Menor, se refiere a una niña de diez años llamada Abaskantis de la que se dice que "tiene buena salud [ … ] está libre de deudas en todos los sentidos, no está inclinada a vagabundear, ni a escaparse, y no tiene epilepsia".   En otro papiro de venta de una esclava llamada Bunana, vendida en Egipto en torno al año 875, se asegura que ella no padece "locura, ni hemeralopía, ni está encausada, ni afectada de defecto en sus partes sexuales, ni inclinada a huir, ni embarazada". Esta extraordinaria similitud entre dos documentos tan alejados en tiempo y cultura es muy común cuando se trata el tema de la esclavitud. El lugar de origen del esclavo era importante, como en la Antigüedad, llegando a ser un aspecto básico para el mantenimiento o no de la compra. Era, por así decirlo, la denominación de origen de los esclavos.
No se puede sostener, claro está, que la esclavitud clásica y la musulmana fueran idénticas, pero tampoco conviene afirmar tajantemente que nada tenían que ver entre sí. Con todo, sí que hubo una diferencia muy importante entre los esclavos de época romana y los que vivieron en los territorios musulmanes: los primeros tenían vedado el acceso a la ciudadanía, quedando así excluidos del orden social dominante, mientras que los segundos, en cambio, podían integrarse en la comunidad de creyentes (umma) como musulmanes practicantes mediante determinadas fórmulas. Aunque esta circunstancia no garantizaba a los esclavos su plena aceptación en el orden social, sí que les facultaba para ejercer ciertos papeles que habían estado vedados a los esclavos romanos. Además, un esclavo musulmán podía llegar a casarse mediante un matrimonio legítimo que nada tenía que ver con el contubernium con el que se toleraban las uniones entre esclavos en la Roma clásica. 
En Al-Ándalus se llegó a contemplar la posibilidad de que el esclavo desposara a una mujer libre, estableciéndose cláusulas especiales que habían de aplicarse en ese caso. Es una característica propia de la esclavitud islámica que debe resaltarse. No es imposible que en la práctica llegaran a darse uniones de este tipo: esclavos adscritos al alcázar o a las casas de grandes personajes podían ser un partido más que atractivo para una mujer libre pero de origen humilde, y su estado de persona libre le interesaba al esclavo para que lo heredasen sus hijos. Sin embargo, no debemos caer en generalizaciones peligrosas: ni a la sociedad ni a los juristas les gustaban estas uniones mixtas, y los hijos de estas parejas, aunque libres, nunca podrían heredar las posesiones de su padre, que siempre pertenecerían a su señor.
Los matrimonios de esclavos más comunes debieron de ser, sin duda alguna, los que les unían entre sí. El señor (sayyid) tenía la potestad de casar a su esclavo con una esclava de su propiedad aunque aquel no estuviera de acuerdo. También podía hacer lo mismo con aquellos esclavos a los que hubiera prometido la emancipación después de su muerte. Es lógico pensar que la descendencia de este tipo de uniones seguirían siendo esclavos del mismo propietario, ya que una de las formas por las que se adquiría esa condición era precisamente por ser hijo de esclavo.

### El comercio de esclavos
Las otras dos formas principales de llegar a la esclavitud eran las capturas en campañas militares y la compra de personas en zonas alejadas del Islam. Estos mercados, según viajeros y geógrafos de la época, eran dominados por los judíos, que creaban vastas redes comerciales de esclavos con centros en zonas tan alejadas como Amalfi, Constantinopla, Kiev o Verdún, para luego vender sus “mercancías” en Al-Ándalus y el norte de África. En un momento en el que el comercio entre ambas orillas del Mediterráneo era prácticamente nulo, el comercio de esclavos se convirtió en un buen método para lograr pingües beneficios, sin distinguir entre credos o culturas. En plena época califal, los comerciantes de esclavos disponían incluso de tratados que los ayudaban a establecer el significado exacto de los vocablos que utilizaban para describir su mercancía y que se incluyeron en los contratos de compraventa.
La demanda de esclavos en Al-Ándalus, y más concretamente en Córdoba, durante los siglos IX y X indica que existía una clase que gozaba del excedente necesario para engrasar tanto el tráfico como las campañas militares con las que buscaban hacerse con este preciado botín. Sin embargo, esto no quiere decir que Al-Ándalus fuera una sociedad esclavista, es decir: una sociedad cuya forma de producción y autorreproducción dependiera del trabajo de los esclavos. La abultada presencia de éstos en un momento de pujanza militar y política como es la época califal, es solo indicio del poder adquirido por sus clases dominantes pero, evidentemente, de que ese poder descansara sobre unas relaciones de producción basadas en la esclavitud, una de las principales razones por las que quebró la estructura socioeconómica del Imperio Romano.

### Los libertos y la manumisión
Los contratos de manumisión musulmanes (mukataba) nos presentan una situación poco envidiable. El esclavo manumitido (mukatab) estaba obligado no solo a pagar una cantidad convenida para acceder a su emancipación, sino también a ofrecer una serie de regalos a su antiguo amo durante todo el tiempo que durara su rescate. Tales regalos consistían en un carnero vivo y hermoso, que sea blanco, astado, entero o castrado, con dentadura completa, recio de hechuras, lanudo, gordo y de ojos negros”, el día de la fiesta de los sacrificios (Id al-adha) y otro tanto el día de la fiesta de ruptura del ayuno (Id al-Fitr) al finalizar el mes de ramadán. Asimismo, el dueño podía imponer sobre su antiguo esclavo prestaciones de servicios, en cuyo caso el contrato debía introducir una cláusula en la que se explicitara que el manumitido deberá servirle todos los años durante un mes, invirtiéndolo en su negocio, en tal asunto, o cuidando sus campos.
El manumitido seguía siendo esclavo mientras debiera dinero de su rescate, y en caso de que no pudiera pagarlo de acuerdo con los plazos fijados volvería a su antigua condición sin posibilidad de reclamar nada de lo que hubiera adelantado hasta esa fecha. Si moría sin haber satisfecho su deuda, sus herederos no podían recibir herencia alguna. Además, y mientras durara la deuda con su antiguo propietario, el esclavo mukatab no podía viajar, contraer matrimonio o donar nada de su peculio sin permiso expreso del señor. Además, la propia práctica jurídica malikí establecía que el señor estaba excluido de tener que prestar juramento en caso de reclamación judicial referida a la base y cláusulas del contrato de manumisión. Con la manumisión, el antiguo amo no estaba obligado a ocuparse de la manutención del liberto.
En los documentos analizados, la suma de la manumisión solía estar establecida en unos 400 dinares pagaderos en un plazo de ocho años, a razón de cincuenta por cada uno de ellos. No sabemos, claro está, si tal suma era la más corriente, ni tampoco si el plazo acordado se debía a que se trataba de un esclavo con una capacidad excepcional para labrarse un peculio propio, pero en todo caso era elevadísima. No sabemos cómo se calculaba el precio de la manumisión. En estos casos, la jurisprudencia establecía que esos pagos no podían realizarse con dinero que ya estuviera en posesión del propio esclavo —ese dinero era posesión del amo y sería como manumitirles en nombre de sus dueños a cambio de nada—, sino con lo que el antiguo esclavo ganara a partir del momento en que se redactaba el contrato de manumisión. Si hablamos de familias esclavas, por regla general los hijos seguían siendo esclavos hasta la manumisión del padre, aunque podían colaborar a los pagos de la misma. La mujer tenía una legislación poco clara. Si también estaba en proceso de manumisión, los hijos dependían de ella, y si no del padre. En caso de no poder pagar la manumisión, los hijos del esclavo se quedaban con el amo, lo cual parece ser una actitud consuetudinaria, puesto que no hay legislación al respecto.

## La esclavitud en los reinos cristianos medievales
Existían esclavos descendientes de la población servil visigótica y aquellos que habían cometido adulterio o algún crimen grave como el asesinato. Trabajaban para la Nobleza y el Clero. La esclavitud comienza a desaparecer entre los Siglo X y XI quedando ya sólo restringida a la Alta Aristocracia y la Iglesia que solo se dedicaran a tareas domésticas.
La Corona de Aragón, sobre todo Barcelona, Mallorca y Valencia, practicaron la trata de esclavos. Mercaderes de dichas ciudades frecuentan Sevilla, las Ciudades-Estado de la península itálica y Marsella traficando con esclavos. Las ciudades de la Corona de Aragón y en especial Mallorca contaba con un gran porcentaje de esclavos sardos.
Con los descubrimientos realizados en el Atlántico y el establecimiento de relaciones comerciales a lo largo de la costa de África, Lisboa y las ciudades del Algarve se convierten en los centros más importantes de Europa Occidental en la trata de esclavos negros.

## La esclavitud en el Imperio Español

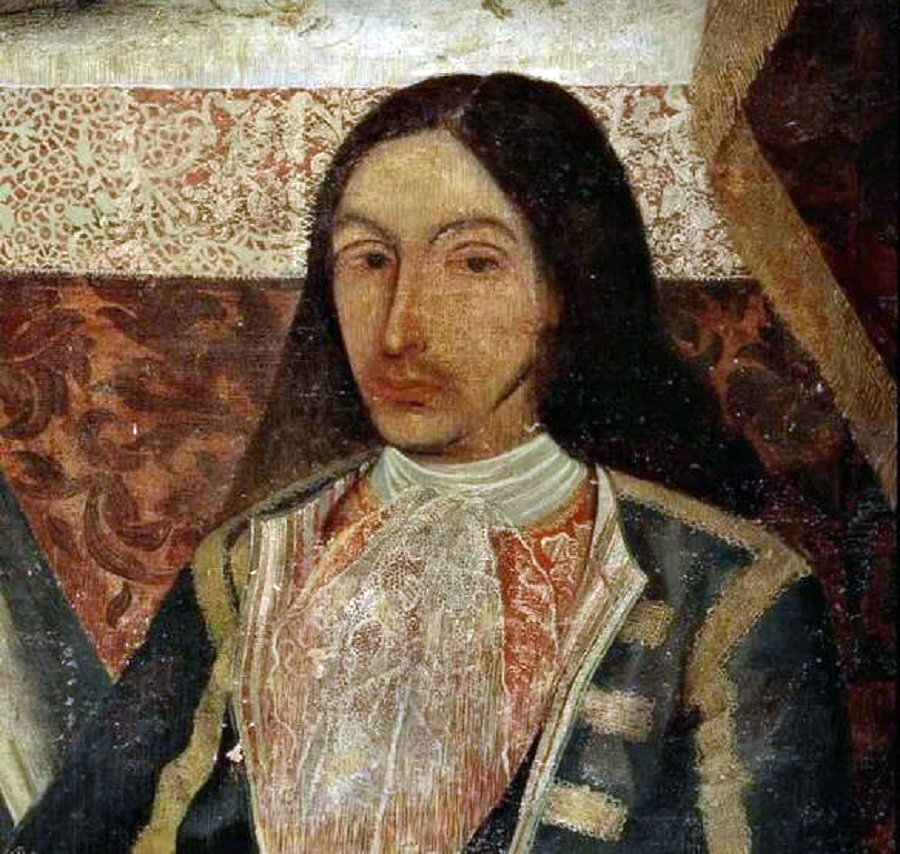
El español Amaro Pargo que fue uno de los corsarios más famosos de la Edad de oro de la piratería, participó en el comercio de esclavos africanos en la América hispana.

Desde mediados del siglo XIV comenzaron a llegar a los puertos de la Baja Andalucía barcos cargados de esclavos, principalmente de dos procedencias: aborígenes de las islas Canarias, a medida que iban siendo conquistadas por Castilla; y africanos de piel negra capturados o comprados por los portugueses en Guinea. La mayor demanda de esclavos era para el trabajo doméstico, por lo que dos de cada tres eran mujeres.
Según Antonio Domínguez Ortiz y Bernard Vincent, "la esclavitud era un fenómeno frecuente en la España Moderna, si bien limitado en su extensión geográfica, pues sólo en el sur, en la Corte y en algún otro punto aislado como Valencia llegó a tener gran densidad". La inmensa mayoría de los esclavos eran negros africanos y musulmanes del norte de África, pero también abundaban los mudéjares y moriscos esclavizados como consecuencia de la guerra de Granada y de las diversas rebeliones moriscas del siglo XVI, especialmente la de las Alpujarras. Estos últimos se incrementaron cuando un número indeterminado de ellos (seguramente no muy grande) se entregaron voluntariamente como esclavos para evitar la expulsión decretada por Felipe III en 1609.
Muchos esclavos gozaban de libertad de movimientos porque los dueños se desentendían de su custodia y de su manutención por lo que trabajaban como asalariados libres, de cuyos ingresos el amo recibía una parte. Así fue como algunos de ellos lograron pagarse la manumisión, convirtiéndose entonces en libertos, que recibían el nombre de moros cortados. Estos constituían un "proletariado miserable, inquieto y mal vigilado, de lo que más de una vez protestaron las Cortes", según Domínguez Ortiz y Bernard Vincent. El procurador de la ciudad de Granada en las Cortes de Castilla reunidas en 1626

dijo que eran muy grandes los inconvenientes de permitirse en Andalucía tanto número de moros y moras, y de ellos bautizados, que todos ellos eran cortados, y pagan jornales [a sus dueños, se entiende] los cuales sirven los oficios menores de la república, pasan el trigo, vino, sillas de mano, traen la palanca [o sea, que eran palanquines, o mozos de cordel] y venden muchas menudencias, que todo es de poco trabajo y mucho aprovechamiento y ninguno acude a las labores del campo ni cría de ganados, para lo cual hay notable falta de gente, y esto les es de gran ganancia que en dos años queda horro [libre] el que ha costado 200 ducados y dejan un resto a fin de no ser expelidos como manda la ley

Los moros cortados siguieron viviendo en Andalucía hasta su expulsión al norte de África decretada por Felipe V en 1712.
Desde el siglo XVII la importación de esclavos a Andalucía se volvió escasa y predominó la esclavitud "de vientre", es decir, hijos de esclavas que eran esclavos desde el nacimiento por serlo sus madres.

### La esclavitud en las Indias
Ya en las civilizaciones de la Antigüedad existía el comercio de mano de obra esclava que se puede constatar desde la antigua Mesopotamia, Roma.
En paralelo se desarrolló un tráfico de esclavos africanos dirigido especialmente hacia la América anglosajona, Brasil y Haití. Pero también hacia las Antillas españolas, llevados principalmente por comerciantes como mano de obra para las plantaciones azucareras y para el servicio doméstico. El corsario y comerciante español Amaro Pargo (1678-1747) llegó a realizar el transporte de esclavos al Caribe, si bien, se estima, en menor medida que otros capitanes y personajes de la época dedicados a esta actividad. En 1710, el corsario se vio envuelto en una denuncia por parte del presbítero Alonso García Ximénez, el cual le acusaba de liberar a un esclavo africano llamado Sebastián, que era transportado hasta Venezuela en uno de los barcos de Amaro. El citado Alonso García otorga un poder el 18 de julio de 1715 a Teodoro Garcés de Salazar para que le reclamara en Caracas su devolución. A pesar de este hecho, el propio Amaro Pargo poseyó también esclavos en su servicio doméstico.

### La catástrofe demográfica americana
La llegada de los españoles a América tras 1492 y su consiguiente colonización provocó una reducción significativa de la población de ese continente debido a la introducción accidental de enfermedades desconocidas para los indígenas: gripe, viruela, sarampión, varicela, peste bubónica, etc., que se sumaron a otras endémicas que ya padecían ellos, como la sífilis, la tuberculosis o la disentería.

### Los esclavos de procedencia africana
En 1487, cuando el rey Fernando el Católico reconquistó Málaga, en el sur de la península ibérica, esclavizó a toda la población como castigo excepcional por las especiales circunstancias de aquella conquista. Envió una tercera parte a África para cambiarlos por prisioneros cristianos liberándolos de su esclavitud, otro tercio (más de 4000) fue vendido por la corona para ayudar a sufragar el coste de la guerra, y el tercio restante se distribuyó por la cristiandad como regalos: un centenar de ellos fueron entregados al papa Inocencio VIII, quien distribuyó su parte entre los sacerdotes. 
El 22 de enero de 1510, el mismo rey autoriza el transporte de cincuenta esclavos negros “los mejores y los más fuertes disponibles”, para las minas de La Española lo que significó el primer envío de esclavos para la explotación de las minas de oro de la actual Santo Domingo .
De acuerdo a los estudios sobre la trata de esclavos, cerca del 22% de los esclavos transportados en la trata transatlántica tuvieron como destino territorio hispano, siendo Cuba y Puerto Rico los principales puertos de esclavos durante el dominio español.

### El sistema de encomienda

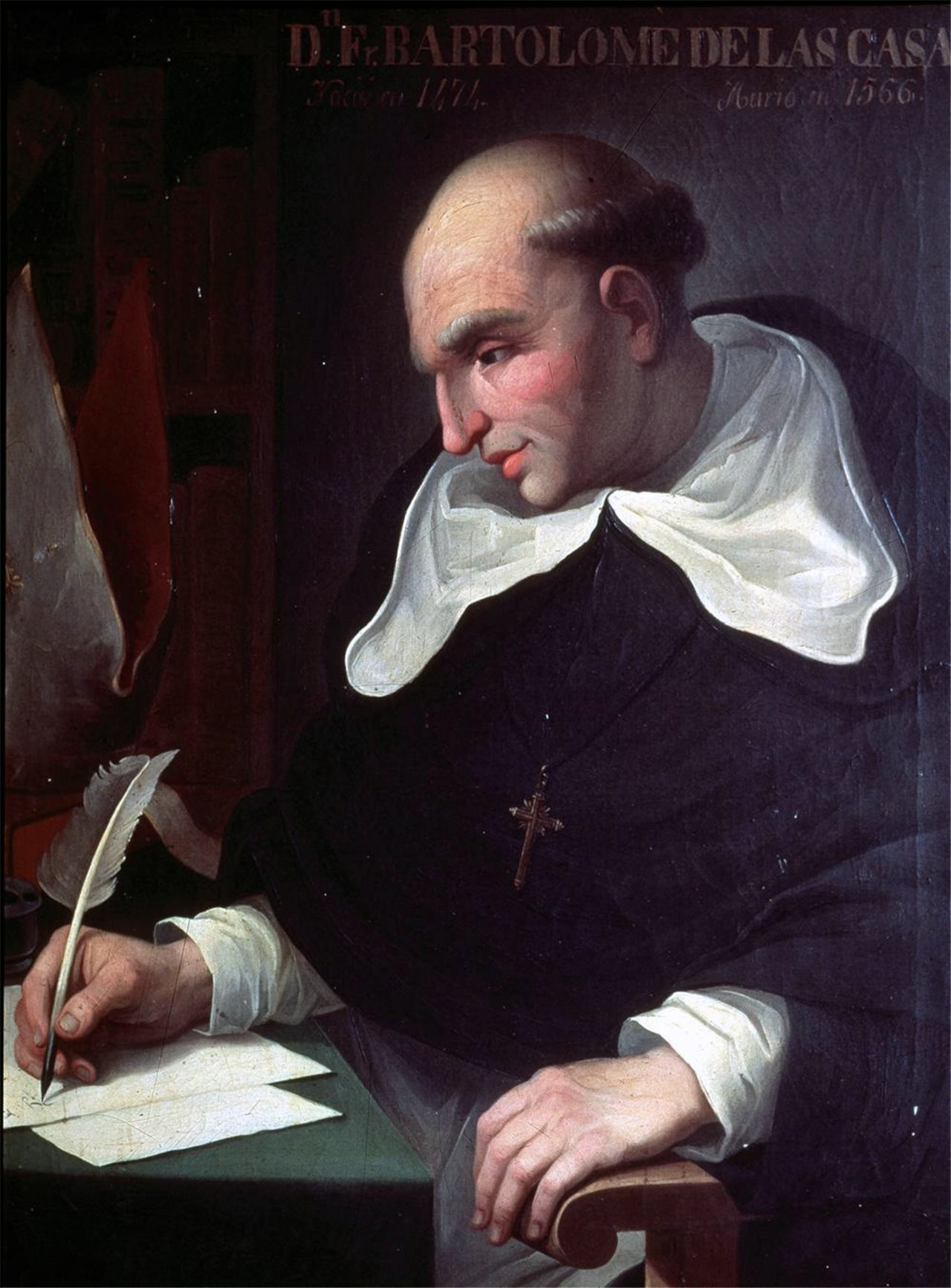
Bartolomé de las Casas.

Frente al vacío legal de los primeros tiempos de la conquista, debido a las protestas realizadas entre otros por Bartolomé de las Casas, en 1537 se promulgó la bula Sublimis Deus del papa Paulo III, en la que se declara la humanidad de los indígenas, por lo que desde la metrópoli española se estableció el sistema de la encomienda por el que los indígenas eran encomendados a trabajar obligatoriamente para los españoles. Estos tenían obligación de cristianizar y tratar dignamente a los indígenas, pero según los testimonios de la época la segunda de estas obligaciones era incumplida, aunque el encomendero fuera más tarde sancionado.
En 1527 surge una nueva ley que determina que la creación de cualquier nueva encomienda habrá de contar necesariamente con la aprobación de religiosos, sobre quienes recae la responsabilidad de juzgar si a un colectivo concreto de indios les podría ayudar a desarrollarse una encomienda, o si resultaría contraproducente.
En 1542 Carlos I, tras 50 años de existencia de la encomienda, considera que los indios han adquirido el suficiente desarrollo social como para que todos los indios deban ser considerados súbditos de la Corona como el resto de españoles. Por eso, se crean en 1542 las Leyes Nuevas, donde queda consignado que:
- No se asignarán nuevas encomiendas, y las ya existentes habrán de morir necesariamente con sus titulares.
- Quedan suprimidas aquellas encomiendas que obraban a favor de miembros del clero, de funcionarios públicos, o de personas sin título de conquista.
- Se limita considerablemente el importe de los tributos que habían de satisfacer los encomendados.
- Es abolida definitivamente cualquier forma de esclavitud que pudiese quedar, así como cualquier otra categoría de trabajo forzoso.

Los nuevos virreyes llegaron a América con órdenes expresas de que se cumplieran estas leyes, lo contrario que había pasado con las anteriores, llegando a haber una guerra en Perú entre los encomenderos y los leales al rey en 1544 capitaneada por Gonzalo Pizarro y otra en 1553 capitaneada por Francisco Hernández Gijón. Mientras, en el Virreinato de Nueva España, el virrey Luis de Velasco y Ruiz de Alarcón liberaba a 15 000 indígenas. También suscitó una conspiración encabezada por el hijo de Hernán Cortés, Martín Cortés marqués del Valle y su hermano y cuyo desenlace fue su destierro perpetuo de Indias.
La encomienda fue abolida en 1791, con compañías de esclavos ya establecidas. En 1784 es suprimido el "carimbo" que consistía en marcar a los esclavos con un hierro candente para demostrar que se habían pagado por él los impuestos correspondientes y evitar el contrabando de esclavos. Pocos años más tarde, al final del siglo XVIII, la encomienda fue sustituida por la esclavitud secuestrándose a personas en África subsahariana cuando era necesaria mano de obra.

## Esclavitud en Mallorca
Habiendo conquistado el rey Jaime I Mallorca para los reinos cristianos, los señores feudales y barones aragoneses que heredaron los nuevos territorios comenzaron a hacer uso de la esclavitud como una forma de hacer frente al hecho de haber evitado hacer prisioneros de guerra, unido a la sumisión por parte de los musulmanes vencidos, por lo que inicialmente se trató de un tipo de esclavitud basada en la expansión y colonización, y no en la captura y el comercio de esclavos tradicional.

## Esclavitud en el Sáhara español
En el Sahara español a partir de 1958 se prohibió la circulación, explotación y tránsito de esclavos; facilitó la presencia de niños negros en las escuelas; se hicieron campañas para que los negros entraran en el ejército y se denegaron las reclamaciones que derivaban de la esclavitud. Si bien el tráfico de esclavos desapareció, continuó la esclavitud de vientre. La esclavitud en el Sahara español, se estimaba que era de un 6% de la población en 1964. El problema se daba debido al  sistema de colonización, el de asociación, que mantenía separadas a comunidades respetando sus costumbres y sus leyes.

## La abolición de la esclavitud

### Primeras leyes
En las colonias españolas en América, la esclavitud de los indígenas había sido ya prohibida por las Leyes de Burgos de 1512, ya que se les consideraba a todos los efectos súbditos de la Monarquía, y la ley declaraba que todos los súbditos eran ciudadanos libres. Sin embargo, no sucedía lo mismo con los esclavos del África Subsahariana ("negra"), ya que no se les consideraba súbditos

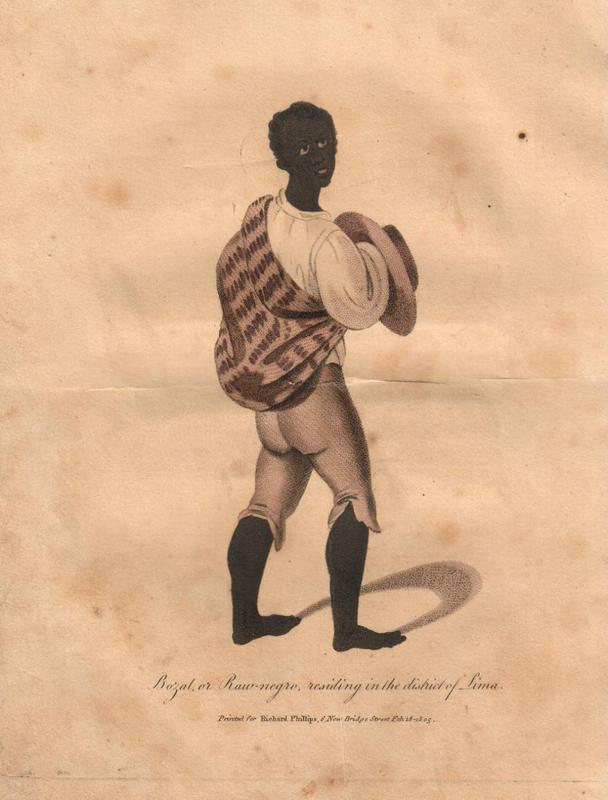
Negro bozal del Perú, 1805.

Inglaterra, que trataba de influir en las reuniones internacionales, suscribió tratados bilaterales con España en 1817, en el que se prohibía el comercio de esclavos.
La abolición legal de la esclavitud en la España peninsular llegó en 1837 y excluía a los territorios de ultramar como Cuba y Puerto Rico, lo que dio lugar a la participación del duque de Riánsares, Agustín Fernando Muñoz y Sánchez, y su entonces esposa, María Cristina de Borbón-Dos Sicilias, en la trata de esclavos africanos de forma asidua y manteniendo propiedades en ingenios azucareros de Cuba.
En lo que respecta a los territorios de ultramar en una fase que va desde principios del siglo XIX hasta 1860, solo defendieron la abolición la presión británica (debido a razones económicas y estratégicas para debilitar a sus oponentes) y algunas personalidades españoles aisladas que no tuvieron éxito.
La presión británica logró la promulgación de la citada ley de 1837 de abolición de la esclavitud en la España metropolitana y las no respetadas leyes de prohibición del tráfico negrero de 1817 y 1835 y de persecución del mismo de 1845 y 1867. Tras la guerra de Secesión, Estados Unidos se sumó al Reino Unido en sus presiones abolicionistas sobre España.

### Abolición definitiva
El 2 de abril de 1865 se crea la Sociedad Abolicionista Española por iniciativa del hacendado puertorriqueño Julio Vizcarrondo, trasladado a la península tras haber liberado a sus esclavos. El 10 de diciembre del mismo año funda su periódico “El abolicionista”. Contó con el apoyo de políticos que fraguaron la Revolución de 1868, “La Gloriosa” que destronó a Isabel II.
Como consecuencia de ello, en 1870, siendo ministro de ultramar Segismundo Moret, se promulgó una ley llamada de “libertad de vientres” que concedía la libertad a los futuros hijos de las esclavas y que irritó a los esclavistas. En 1872 el gobierno de Ruiz Zorrilla elaboró un proyecto de ley de abolición de la esclavitud en Puerto Rico.
Contra este proyecto se desató una feroz oposición. Para coordinar la acción opositora se crearon en varias ciudades como Madrid, Santander, Cádiz, o Barcelona Círculos Hispano Ultramarinos de ex residentes de las Antillas y se impulsó también la constitución en varias ciudades de la “Liga Nacional” antiabolicionista. Instigaron plantes de la nobleza al rey Amadeo de Saboya, conspiraciones, campañas de prensa y manifestaciones callejeras, como la del 11 de diciembre en Madrid, que tuvo como réplica la que organizó en esta ciudad la Sociedad Abolicionista Española el 10 de enero de 1873. Tal crispación se explica, pues se veía en la liberación de los 31 000 esclavos puertorriqueños, un temido preámbulo de la liberación de los casi 400 000 esclavos cubanos.
Precisamente, la oposición a este proyecto de ley abolicionista fue uno de los elementos más visibles, en la prensa conservadora, de crítica al rey Amadeo I, reprochándole que no se enfrentase de forma dudosamente constitucional, a un Parlamento dominado por una alianza, en esta cuestión, de monárquico-progresistas (como el mismo jefe de Gobierno Ruiz Zorrilla) y de republicanos (como Castelar o Pi Margall). Según el Diario de Barcelona, el 7 de febrero de 1873 se hubiese producido un golpe militar si el rey lo hubiera legitimado con su apoyo[cita requerida]. En su lugar, Amadeo ratificó la orden del gobierno de disolver el Arma de artillería. A continuación, el 11 de febrero, abdicó.
La ley por la que se abolía la esclavitud en Puerto Rico fue finalmente aprobada el 22 de marzo de 1873, un mes después de la abdicación del rey y de haberse votado la proclamación de la Primera República Española. Esto animó al historiador cubano José Antonio Saco a escribir y publicar una monumental Historia de la esclavitud desde los tiempos más remotos hasta nuestros días (París, 1875-1877, 4 volúmenes). Cuba debió esperar varios años más que Puerto Rico, ya que la definitiva abolición no llegó hasta la ley promulgada el 13 de febrero de 1880 por Alfonso XII, complementado por el real decreto de 7 de octubre de 1886, que liberó los 30 000 esclavos que quedaban. Como testimonios humanos de lo que supuso la esclavitud en Cuba permanecen aún las autobiografías de dos esclavos, la de Juan Francisco Manzano, cuya segunda parte ha desaparecido, y la de Esteban Montejo, transcrita por el antropólogo Miguel Barnet en su obra Biografía de un cimarrón.

### El abolicionismo como instrumento de propaganda política
El enfoque más realista a la hora de analizar la abolición de la esclavitud, no obstante, debería evitar la simplificación consistente en citar un determinado país, una determinada ley y la fecha de su promulgación ya que, frecuentemente, existe una enorme distancia entre lo que se promulga sobre el papel y lo que se aplica en la realidad. Inglaterra, a modo de ejemplo, abolió nominalmente la esclavitud en 1833 mediante la “Slavery Abolition Act” (Ley de Abolición de la Esclavitud); sin embargo, aquella ley carecía de las herramientas jurídicas necesarias para asegurar su cumplimiento efectivo de modo que la esclavitud siguió perviviendo hasta las independencias (y después de estas) bajo formas tales como la figura del “coolie” en la India, las niñas esclavas https://en.wikipedia.org/wiki/Opposition_to_mui_tsai en Hong Kong, o el trabajo forzado para el pago de deudas heredadas de padres a hijos. En el África colonial inglesa, mucho después de la abolición nominal de la esclavitud, ésta adoptó la forma de trabajo forzado en plantaciones, minas y obras públicas. Aunque el sistema no tenía la denominación de “esclavitud”, en la práctica se obligaba a comunidades enteras a trabajar en carreteras, ferrocarriles, minas o cosechas durante el tiempo que la administración lo consideraba conveniente y bajo normativas reguladoras arbitrarias. También se mantuvieron formas como la servidumbre doméstica heredada sin salario, sin la posibilidad de poseer bienes o sin derecho a casarse libremente. El trabajo forzoso fue legal en el Imperio Británico hasta bien entrado el siglo XX bajo el término "labour conscription". En este sistema, el que anteriormente había sido “esclavo”, pasaba a convertirse en “trabajador” sin realmente haber llegado a tomar conciencia de su cambio de denominación. Esta situación es extrapolable a prácticamente todas las administraciones coloniales o incluso posteriores ya que según datos de la ONU, actualmente más de 50 millones de personas viven en condiciones de esclavitud en todo el mundo. Este dato proviene del Global Slavery Index 2023, elaborado por la organización https://www.walkfree.org, en colaboración con la Organización Internacional del Trabajo (OIT) y la Organización Internacional para las Migraciones (OIM).